# Таланы (Псковская область)
Таланы — бывшая деревня в Островском районе Псковской области. Входит в состав Островской волости.

## География
Расположена на правобережье реки Великая, в 1 км к востоку от деревни Пискуны.

## История
Деревня до апреля 2015 года входила в состав ныне упразднённой Городищенской волости района.
3 октября 2019 года деревня Таланы была упразднена путём исключения из перечня населённых пунктов Островской волости.

## Население
| 2002 | 2010 | 2013 |
| ---- | ---- | ---- |
| 0    | →0   | →0   |